# Kenny Blake
Kenneth "Kenny" Blake (Zuid-Australië, 1949 - Glen Vine (Man), 9 juni 1981) was een Australisch motorcoureur.

## Carrière
In 1969 en 1970 deed Kenny Blake voor het eerst van zich spreken, toen hij met een door L&D Jesser uit Adelaide gesponsorde Triumph een race op de Sandown Raceway en de Australian Unlimited TT's op Surfers Paradise en Phillip Island won. 
In maart 1970 won hij de Bathurst Unlimited GP in Bathurst met een Kawasaki H 1 R, waarbij hij het ronderecord met 5 seconden verbeterde. In 1971 won hij de Australische 500cc-TT op de Symmons Plains Raceway in Tasmanië op dezelfde machine. Via Jack Walters, de eigenaar van een motel in Bendigo, kreeg hij een Ducati 750 SS, maar hij begon ook in de 125- en de 250cc-klassen te rijden.
In 1973 werd hij kampioen van Australië in de 250 cc-klasse. Met een Kawasaki Z 1 900 won hij de Castrol-6 urenrace in Amaroo Park, een kort en gevaarlijk, 1900 meter lang circuit waar de coureurs een hekel aan hadden. Kenny Blake had geen teamgenoot, hij reed de hele race zelf.
In 1974 werd Kenny Blake Australisch kampioen 350- en 500 cc. Hij won met de Kawasaki de Castrol-6 urenrace in Amaroo Park opnieuw, maar nu met Len Atlee als teamgenoot. In 1975 en 1976 werd hij in deze race tweede. In 1977 won hij samen met Joe Eastmure. 

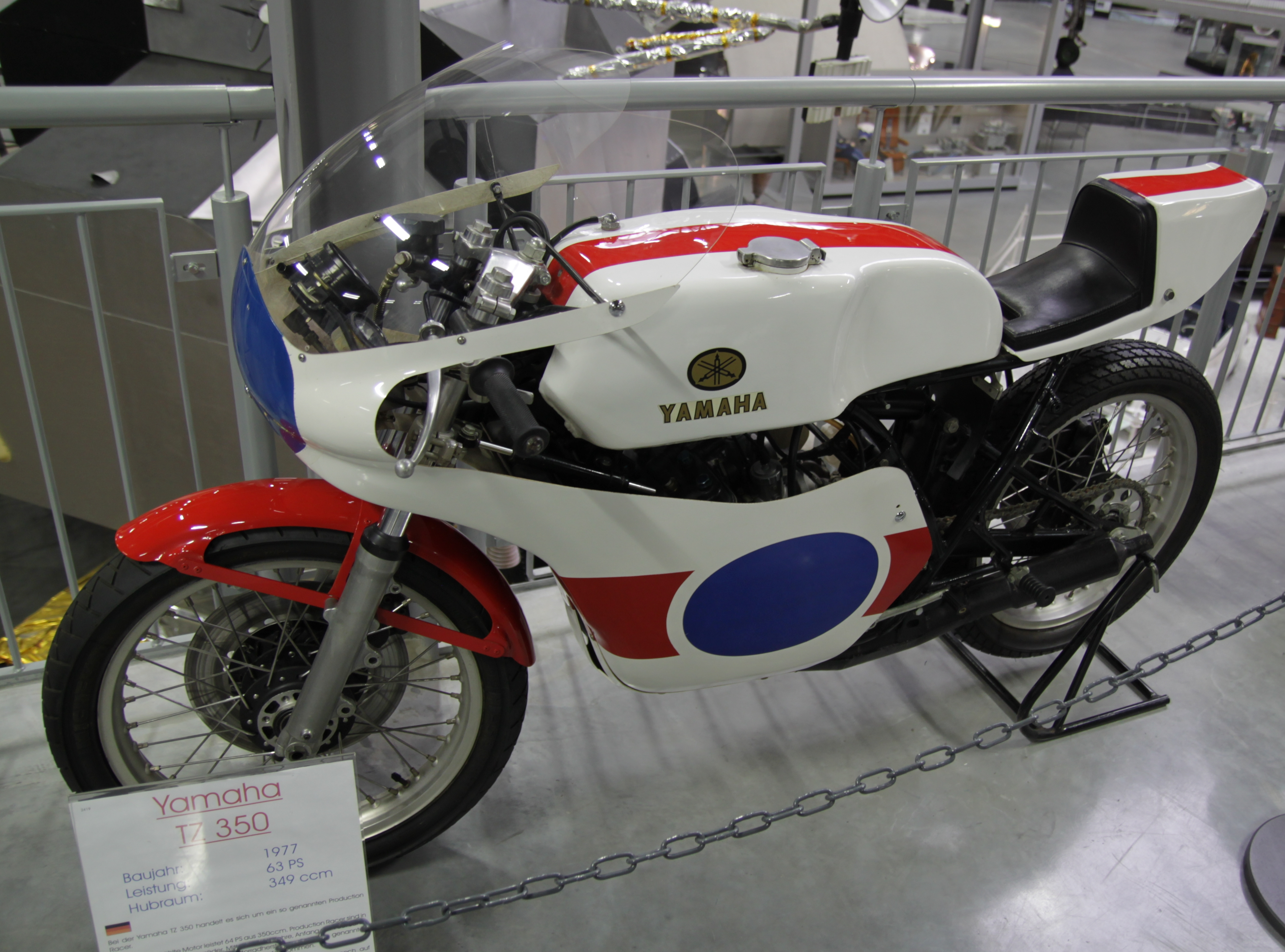
Yamaha TZ 350 uit 1977

In 1976 was zijn overwinning op in de Australische TT op de Laverton Air Force Base een belangrijke mijlpaal, want hier versloeg hij met een Suzuki RG 500 de regerend 500cc-wereldkampioen Giacomo Agostini. Het prijzengeld stelde hem in staat naar Europa te reizen. Hij sloot zich aan bij Chas Mortimer, die ervaring, een vrachtauto en een monteur had. In 1977 startten ze samen 32 keer in internationale races. Ze waren typische Continental Circus-coureurs, die vooral voor de startgelden naar de meest lucratieve races gingen. Dat waren lang niet altijd wereldkampioenschaps-wedstrijden. Kenny Blake bezat alleen een Yamaha TZ 350 productieracer, maar door zuigers en cilinders te wisselen kon hij er ook 250- en 500cc-races mee rijden.
Zijn grootste succes was de tweede plaats in de 500cc-Belgische GP van 1979, maar die wedstrijd werd vanwege het gladde asfalt door alle toprijders geboycot. Daarom is zijn vierde plaats in de Junior TT van de TT van Man van 1980 eigenlijk belangrijker.
In 1979 werd hij opgenomen in het endurance-team van Honda-France, waar hij ook in de volgende jaren bleef. Dit team zorgde voor een klein, maar gegarandeerd inkomen zo lang Blake in Europa verbleef.
Vanaf 1978 startte Kenny Blake elk jaar in drie klassen van de Isle of Man TT, waarin hij goede resultaten scoorde als zijn Yamaha de race uitreed.

## Overlijden
Tijdens de TT van 1981 deelde Kenny Blake een pitbox met zijn zeer ervaren landgenoot Barry Smith, die was overgekomen voor de Formula Three TT (die hij ook voor het derde jaar op rij zou winnen). Kenny Blake gebruikte nog steeds zijn Yamaha uit 1977, waarmee hij eerst in de 500cc-Senior TT startte. 
Het weer op het eiland Man was al de hele week verraderlijk. De Senior TT was feitelijk al op Tweede Pinksterdag, maandag 8 juni, met een uur vertraging van start gegaan, maar na twee ronden weer afgebroken door de "Mantle of Mona", de dichte mist op de Mountain Section van de 60 km-lange Snaefell Mountain Course. Op dinsdag 9 juni werd er opnieuw gestart, maar nog steeds waren de condities niet prettig: op sommige plaatsen regende het nog terwijl het op andere plaatsen droog was. Onder de bomen droogde de weg echter niet snel op en bovendien werd de weg tussen de races door opengesteld voor het gewone verkeer, waardoor er ook modder van landbouwvoertuigen lag. Toch kozen zowel Barry Smith als Kenny Blake ervoor op slicks te starten. Blake's start werd vertraagd door een benzinelekkage, waardoor hij als laatste (men werkte met een interval-start, waarbij om de tien seconden twee rijders vertrokken) moest starten. Smith moest al snel met mechanische problemen opgeven, maar Kenny Blake kwam na de vijfde van zes ronden te pit in om te tanken. Hij lag toen op de achtste plaats en had al 103 rijders ingehaald. Barry Smith vertelde later: "Ik zag hem de pit inkomen en hij vloog weer weg, zijn motorfiets kwispelend onder de acceleratie. Hij kwam nooit meer terug." 
Kenny Blake was door aquaplaning rechtdoor gegaan bij Ballagarey Corner, ongeveer vijf kilometer na de TT Grandstand. Hij raakte een betonnen paal en was op slag dood. 

## Ken Blake Foundation
Vrienden van Kenny Blake organiseerden in 1985 een bijeenkomst in het New Boundary Hotel in Melbourne, met als doel de "Ken Blake Foundation" op te richten. Het doel daarvan was enerzijds de herinnering aan Kenny Blake levend te houden, maar vooral om jonge, veelbelovende Australische coureurs te ondersteunen.

## Wereldkampioenschap wegrace resultaten
(Races in vet zijn pole-positions; races in cursief geven de snelste ronde aan)
| Jaar | Klasse | Team  | Motorfiets    | 1     | 2       | 3      | 4       | 5      | 6      | 7       | 8     | 9       | 10      | 11    | 12      | 13      | Punten | Plaats | Overwinningen |
| ---- | ------ | ----- | ------------- | ----- | ------- | ------ | ------- | ------ | ------ | ------- | ----- | ------- | ------- | ----- | ------- | ------- | ------ | ------ | ------------- |
| 1978 | 500 cc | Privé | Yamaha TZ 350 | VEN - | SPA -   | OOS 16 | FRA 10  | NAT -  | NED 20 | BEL 20  | ZWE - | FIN DNF | GBR -   | DUI - |         |         | 1      | 30e    | 0             |
| 1979 | 250 cc | Privé | Yamaha TZ 350 | VEN - |         | DUI -  | NAT -   | SPA -  | JOE -  | NED -   | BEL - | ZWE -   | FIN 13  | GBR - | TSL -   | FRA -   | 0      | -      | 0             |
| 1979 | 350 cc | Privé | Yamaha TZ 350 | VEN - | OOS DNF | DUI 25 | NAT DNQ | SPA -  | JOE -  | NED DNQ |       |         | FIN -   | GBR - | TSL DNF | FRA -   | 0      | -      | 0             |
| 1979 | 500 cc | Privé | Yamaha TZ 350 | VEN - | OOS -   | DUI -  | NAT -   | SPA -  | JOE -  | NED -   | BEL 2 | ZWE DNF | FIN -   | GBR - |         | FRA DNQ | 12     | 17e    | 0             |
| 1980 | 250 cc | Privé | Yamaha TZ 350 | NAT - | SPA -   | FRA -  | JOE -   | NED 16 | BEL -  | FIN -   | GBR - | TSL -   | DUI -   |       |         |         | 0      | -      | 0             |
| 1980 | 350 cc | Privé | Yamaha TZ 350 | NAT - | SPA -   | FRA -  | JOE -   | NED -  | BEL -  | FIN -   | GBR - | TSL -   | DUI DNF |       |         |         | 0      | -      | 0             |
| 1980 | 500 cc | Privé | Yamaha TZ 350 | NAT - | SPA -   | FRA -  | JOE -   | NED -  | BEL 17 | FIN -   | GBR - | TSL -   | DUI -   |       |         |         | 0      | -      | 0             |

## Isle of Man TT resultaten
| Jaar | Klasse     | Team  | Motorfiets | Plaats |
| ---- | ---------- | ----- | ---------- | ------ |
| 1978 | Junior TT  | Privé | Yamaha     | 13     |
| 1978 | Senior TT  | Privé | Yamaha     | DNF    |
| 1978 | Classic TT | Privé | Yamaha     | DNF    |
| 1979 | Junior TT  | Privé | Yamaha     | 12     |
| 1979 | Senior TT  | Privé | Yamaha     | 9      |
| 1979 | Classic TT | Privé | Yamaha     | 8      |
| 1980 | Senior TT  | Privé | Yamaha     | DNF    |
| 1980 | Junior TT  | Privé | Yamaha     | 4      |
| 1980 | Classic TT | Privé | Yamaha     | DNF    |
| 1981 | Senior TT  | Privé | Yamaha     | (†)    |

## Trivia
- Ballagarey Corner was al gevreesd bij coureurs, die er de bijnaam "Ballascarey" voor gebruikten. Toch was er voor Blake's dood slechts één rijder verongelukt: Ian Veitch in 1968.